# Premi BAFTA 2014
La 67ª edizione dei British Academy Film Awards, conferiti dalla British Academy of Film and Television Arts alle migliori produzioni cinematografiche del 2013, ha avuto luogo il 16 febbraio 2014 alla Royal Opera House (Londra).

## Vincitori e candidati

### Miglior film
- 12 anni schiavo (12 Years a Slave), regia di Steve McQueen
- American Hustle - L'apparenza inganna (American Hustle), regia di David O. Russell
- Captain Phillips - Attacco in mare aperto (Captain Phillips), regia di Paul Greengrass
- Gravity, regia di Alfonso Cuarón
- Philomena, regia di Stephen Frears

### Miglior film britannico
- Gravity, regia di Alfonso Cuarón
- Mandela: Long Walk to Freedom, regia di Justin Chadwick
- Philomena, regia di Stephen Frears
- Rush, regia di Ron Howard
- Saving Mr. Banks, regia di John Lee Hancock
- Il gigante egoista (The Selfish Giant), regia di Clio Barnard

### Miglior debutto di un regista, sceneggiatore o produttore britannico
- Kieran Evans (regista/sceneggiatore) – Kelly + Victor
- Colin Carberry (sceneggiatore) e Glenn Patterson (sceneggiatore)  – Good Vibrations
- Kelly Marcel (sceneggiatore) – Saving Mr. Banks
- Paul Wright (regista/sceneggiatore), Polly Stokes (produttore) – Il superstite (For Those in Peril)
- Scott Graham (regista/sceneggiatore) – Shell

### Miglior film straniero
- La grande bellezza, regia di Paolo Sorrentino • Italia
- The Act of Killing, regia di Joshua Oppenheimer • Stati Uniti
- La vita di Adele (La Vie d'Adèle - Chapitres 1 & 2), regia di Abdellatif Kechiche • Francia
- Metro Manila, regia di Sean Ellis • Filippine
- La bicicletta verde (وجدة), regia di Haifaa al-Mansour • Arabia Saudita

### Miglior film d'animazione
- Frozen - Il regno di ghiaccio (Frozen), regia di Chris Buck e Jennifer Lee
- Cattivissimo me 2 (Despicable Me 2), regia di Pierre Coffin e Chris Renaud
- Monsters University, regia di Dan Scanlon

### Miglior regista
- Alfonso Cuarón – Gravity
- Paul Greengrass – Captain Phillips - Attacco in mare aperto (Captain Phillips)
- Steve McQueen – 12 anni schiavo (12 Years a Slave)
- David O. Russell – American Hustle - L'apparenza inganna (American Hustle)
- Martin Scorsese – The Wolf of Wall Street

### Miglior sceneggiatura originale
- Eric Warren Singer e David O. Russell – American Hustle - L'apparenza inganna (American Hustle)
- Woody Allen – Blue Jasmine
- Alfonso Cuarón e Jonás Cuarón – Gravity
- Joel Coen e Ethan Coen – A proposito di Davis (Inside Llewyn Davis)
- Bob Nelson – Nebraska

### Miglior sceneggiatura non originale
- Steve Coogan e Jeff Pope – Philomena
- John Ridley – 12 anni schiavo (12 Years a Slave)
- Richard LaGravenese – Dietro i candelabri (Behind the Candelabra)
- Billy Ray – Captain Phillips - Attacco in mare aperto (Captain Phillips)
- Terence Winter – The Wolf of Wall Street

### Miglior attore protagonista
- Chiwetel Ejiofor – 12 anni schiavo (12 Years a Slave)
- Christian Bale – American Hustle - L'apparenza inganna (American Hustle)
- Bruce Dern – Nebraska
- Leonardo DiCaprio – The Wolf of Wall Street
- Tom Hanks – Captain Phillips - Attacco in mare aperto (Captain Phillips)

### Miglior attrice protagonista
- Cate Blanchett – Blue Jasmine
- Amy Adams – American Hustle - L'apparenza inganna (American Hustle)
- Sandra Bullock – Gravity
- Judi Dench – Philomena
- Emma Thompson – Saving Mr. Banks

### Miglior attore non protagonista
- Barkhad Abdi – Captain Phillips - Attacco in mare aperto (Captain Phillips)
- Bradley Cooper – American Hustle - L'apparenza inganna (American Hustle)
- Daniel Brühl – Rush
- Matt Damon – Dietro i candelabri (Behind the Candelabra)
- Michael Fassbender – 12 anni schiavo (12 Years a Slave)

### Miglior attrice non protagonista
- Jennifer Lawrence – American Hustle - L'apparenza inganna (American Hustle)
- Sally Hawkins – Blue Jasmine
- Lupita Nyong'o – 12 anni schiavo (12 Years a Slave)
- Julia Roberts – I segreti di Osage County (August: Osage County)
- Oprah Winfrey – The Butler - Un maggiordomo alla Casa Bianca (The Butler)

### Miglior colonna sonora
- Steven Price - Gravity
- Hans Zimmer - 12 anni schiavo (12 Years a Slave)
- John Williams - Storia di una ladra di libri (The Book Thief)
- Henry Jackman- Captain Phillips - Attacco in mare aperto (Captain Phillips)
- Thomas Newman - Saving Mr. Banks

### Miglior fotografia
- Emmanuel Lubezki – Gravity
- Sean Bobbitt – 12 anni schiavo (12 Years a Slave)
- Barry Ackroyd – Captain Phillips - Attacco in mare aperto (Captain Phillips)
- Bruno Delbonnel – A proposito di Davis (Inside Llewyn Davis)
- Phedon Papamichael – Nebraska

### Miglior montaggio
- Dan Hanley e Mike Hill – Rush
- Joe Walker  – 12 anni schiavo (12 Years a Slave)
- Christopher Rouse – Captain Phillips - Attacco in mare aperto (Captain Phillips)
- Alfonso Cuarón, Mark Sanger – Gravity
- Thelma Schoonmaker –  The Wolf of Wall Street

### Miglior scenografia
- Catherine Martin e Beverley Dunn – Il grande Gatsby (The great Gatsby)
- Andy Nicholson, Rosie Goodwin e Joanne Woollard – Gravity
- Judy Becker e Heather Loeffler – American Hustle - L'apparenza inganna (American Hustle)
- Adam Stockhausen e Alice Baker – 12 anni schiavo
- Howard Cummings – Dietro i candelabri (Behind the candelabra)

### Migliori costumi
- Catherine Martin – Il grande Gatsby (The great Gatsby)
- Ellen Mirojnick – Dietro i candelabri (Behind the candelabra)
- Michael Wilkinson – American Hustle - L'apparenza inganna
- Michael O'Connor – The Invisible Woman
- Daniel Orlandi – Saving Mr. Banks

### Miglior trucco e acconciatura
- Evelyne Noraz e Lori McCoy-Bell - American Hustle - L'apparenza inganna (American Hustle)
- Peter King, Richard Taylor e Rick Findlater - Lo Hobbit - La desolazione di Smaug (The Hobbit: The desolation of Smaug)
- Debra Denson e Beverly Jo Pryor , Candace Neal - The Butler - Un maggiordomo alla Casa Bianca (The Butler)
- Kate Biscoe e Marie Larkin - Dietro i candelabri (Behind the candelabra)
- Maurizio Silvi e Kerry Warn - Il grande Gatsby

### Miglior sonoro
- Glenn Freemantle, Skip Lievsay, Christopher Benstead, Niv Adiri e Chris Munro - Gravity
- Richard Hymns, Steve Boeddeker, Brandon Proctor, Micah Bloomberg e Gillian Arthur - All Is Lost - Tutto è perduto (All Is Lost)
- Chris Burdon, Mark Taylor, Mike Prestwood Smith, Chris Munro e Oliver Tarney - Captain Phillips - Attacco in mare aperto (Captain Phillips)
- Peter Kurland, Skip Lievsay, Greg Orloff e Paul Urmson - A proposito di Davis (Inside Llewyn Davis)
- Danny Hambrook, Martin Steyer, Stefan Korte, Markus Stemler e Frank Kruse - Rush

### Miglior effetti speciali
- Tim Webber, Chris Lawrence, David Shirk, e Neil Corbould - Gravity
- Joe Letteri, Eric Saindon, David Clayton e Eric Reynolds - Lo Hobbit - La Desolazione di Smaug (The Hobbit: The Desolation of Smaug)
- Christopher Townsend, Guy Williams, Erik Nash e Dan Sudick - Iron Man 3
- John Knoll, James E. Price, Clay Pinney e Rocco Larizza - Pacific Rim
- Roger Guyett, Patrick Tubach, Ben Grossmann, e Burt Dalton - Star Trek - Into Darkness

### Orange Rising Star Award per la miglior stella emergente(votato dal pubblico)
- Will Poulter
- Dane DeHaan
- Lupita Nyong'o
- George MacKay
- Léa Seydoux